# أرت هيرنغ
أرت هيرنغ (بالإنجليزية: Art Herring)‏ هو لاعب كرة قاعدة أمريكي، ولد في 10 مارس 1906 في ألتوس في الولايات المتحدة، وتوفي في 2 ديسمبر 1995 في ماريون في الولايات المتحدة.

## وصلات خارجية
- أرت هيرنغ على موقع دوري كرة القاعدة الرئيسي (الإنجليزية)
- أرت هيرنغ على موقعبيزبول رفرنس.كوم (الدوري الرئيسي) (الإنجليزية)
- أرت هيرنغ على موقعبيزبول رفرنس.كوم (الدوري الثانوي) (الإنجليزية)